# Grovtagging
Grovtagging (Radulomyces molaris) är en svampart som först beskrevs av Chaillet ex Fr., och fick sitt nu gällande namn av Mads Peter Christiansen 1960. Grovtagging ingår i släktet Radulomyces och familjen mattsvampar.  Arten är reproducerande i Sverige. Inga underarter finns listade i Catalogue of Life.